# São João de Tarouca
São João de Tarouca es una freguesia portuguesa del concelho de Tarouca, con 22,46 km² de superficie y 735 habitantes (2001). Su densidad de población es de 32,7 hab/km².